# Kristendemokraterne
 "Kristeligt Folkeparti" omdirigeres hertil. For Kristendemokraternes norske søsterparti, se Kristelig Folkeparti.
Kristendemokraterne (KD) er et politisk parti i Danmark stiftet den 13. april 1970. Indtil 2003 hed det Kristeligt Folkeparti.
Partiet bygger på et kristent livs- og menneskesyn kombineret med et ordoliberalt økonomisk syn og arbejder ud fra værdierne næstekærlighed, menneskets uendelige værdi, ansvar for naturen og vores børn samt decentralisering. Dets primære fokusområder er familiepolitik, social retfærdighed, den kristne kulturarv, etiske spørgsmål, det nære samfund (særligt ift. "Udkantsdanmark"), små og mellemstore erhvervsdrivendes forhold og en styrkelse af civilsamfundet.
Kristendemokraterne samarbejder med søsterpartier i andre europæiske lande via Det Europæiske Folkeparti (EPP). Partiets ungdomsorganisation hedder Kristendemokratisk Ungdom (KDU).

## Historie
Kristeligt Folkeparti blev stiftet i 1970 efter forbillede fra det norske Kristelig Folkeparti med kampen mod fri abort og modstand mod frigivelse af pornografi som mærkesager.
Partiet stillede op til folketingsvalget 1971, men manglede 625 stemmer for at klare spærregrænsen på 2%. Ved jordskredsvalget i december 1973 kom partiet ind med syv mandater.
Partiet fik sine tre bedste valg til Folketinget i 1970'erne , med valget i 1975 som det allerbedste, hvor partiet fik over 5% af stemmerne og ni mandater.
Jens Møller var en markant formand i denne periode.

### Firkløverregeringen
Kristeligt Folkeparti deltog i Poul Schlüters borgerlige firkløverregering fra september 1982 til juni 1988 med Christian Christensen som en markant miljøminister. I 1987 fik partiet endnu en ministerpost, da dets formand Flemming Kofod-Svendsen udnævntes til boligminister.

### 1990-erne
Efter Tamilsagen gik Poul Schlüter af i 1993, hvorefter Kristeligt Folkeparti sammen med de to øvrige midterpartier CD og Radikale Venstre indgik i en socialdemokratisk ledet flertalsregering, hvori partiets formand Jann Sjursen og Flemming Kofod-Svendsen blev ministre.
Ved folketingsvalget 1994 røg Kristeligt Folkeparti ud af Folketinget, men opnåede repræsentation ved det næste 1998. Ved folketingsvalget 2005 måtte partiet dog atter forlade Folketinget og har ikke siden formået at opnå repræsentation, selvom det har deltaget ved alle folketingsvalg.

### Navneskifte og nyt partibogstav
Partiet skiftede i 2003 navn fra Kristeligt Folkeparti til Kristendemokraterne for at understrege sit tilhørsforhold til den kristendemokratiske ideologi og slægtskab med de kristendemokratiske partier i det øvrige Europa.
I 2004 skiftedes partibogstavet Q ud med K, der tidligere havde været anvendt af DKP.

### Per Ørum Jørgensen
Den 21. juni 2010 meldte løsgængeren Per Ørum Jørgensen (indvalgt for det Konservative Folkeparti) sig ind Kristendemokraterne. Han kom i de næste to år til at spille en hovedrolle i partiet og blev valgt til dets formand i oktober 2011.
I maj-juni 2011 var Per Ørum Jørgensen tungen på vægtskålen ved flere afstemninger om regeringens økonomiske plan (2020-planen). Det gjaldt bl.a. forslaget om øget toldkontrol ved grænserne. Oppositionen anså dette forslag som problematisk for den frie bevægelighed, der er en del af Schengen-samarbejdet.
På et pressemøde på Nørre Vosborg den 30. juni 2011 meddelte Per Ørum Jørgensen og Fælleslistens folketingskandidat Esther Jakobsen (førstesuppleant til det midtjyske regionsråd), at de to partier havde indgået et valgteknisk samarbejde ved folketingsvalget samme år. Ifølge aftalen skulle Fælleslistens kandidater opstille på Kristendemokraternes liste. Trods valgsamarbejdet lykkedes det ikke partiet at passere spærregrænsen.

### Nyere tid
I oktober 2012 blev Stig Grenov formand, efter Per Ørum Jørgensen måneden før havde forladt partiet pga. manglende opbakning til hans lederskab.
Kommunalvalget 2013 blev status quo for partiet hvad angik antallet af valgte kommunalbestyrelsesmedlemmer. Det blev repræsenteret med seks medlemmer i nogle af landets kommunalbestyrelser, fortrinsvis i Jylland.
Folketingsvalget 2015 blev det første folketingsvalg med Stig Grenov som formand. Omend formanden nåede at slå sit navn fast i løbet af valgkampen, blev det blot til godt 1.000 stemmer mere end fire år tidligere.
Kommunal- og regionsrådsvalget 2017 bød på en mindre fremgang for partiet, og antallet af valgte kommunalbestyrelsesmedlemmer steg fra seks til ni. Tidligere landsformand Marianne Karlsmose blev valgt som medlem af regionsrådet i Region Midtjylland. Det glippede dog for partiet at sikre sig en borgmesterpost i Ringkøbing-Skjern Kommune.[kilde mangler]
Seks dage inde i valgkampen forud for folketingsvalget 2019 tog Stig Grenov midlertidigt orlov fra posten som partiformand pga. stress. Næstformanden, Isabella Arendt, trådte til som fungerende partiformand, foreløbigt for en måned, men efterfølgende blev Grenovs orlov forlænget frem til KristenDemkraternes landsmøde i oktober 2019, hvor Isabella Arendt så formelt blev valgt som ny formand.
Trods mere end en fordobling af stemmetallet fra 2015 blev partiet ikke repræsenteret i Folketinget ved valget i 2019. Færre end 200 stemmer skilte partiet fra at sikre sig et kredsmandat i Vestjylland.
I 2021 skiftede Jens Rohde til partiet, som derefter igen blev repræsenteret i Folketinget.
For partiet var 2022 præget af, at flere store profiler har trukket sig tilbage fra landspolitik. I januar meddelte Kristian Andersen, partiets stemmesluger i Vestjyllands Storkreds, at han ikke ville stille op til næste folketing; det samme annoncerede Jens Rohde i maj. Under to uger senere efter forlod Isabella Arendt formandsposten og meldte sig ud af partiet. Derefter blev Marianne Karlsmose i kraft af sit næstformandskab fungerende landsformand, og i oktober blev hun officielt valgt som landsformand uden modkandidater. Ved folketingsvalget den 1. november fik Kristendemokraterne 0,5 % af stemmerne og kom dermed ikke i Folketinget, og den 12. november trådte Karlsmose tilbage. I stedet for en ny formand blev partiets hovedbestyrelse enig om at lade Karlsmose erstattes af henholdsvis en organisatorisk og politisk næstformand, Jesper Housgaard og Henrik Hjortshøj, indtil partiets årsmøde i 2023. I marts 2023 blev dog afholdt et ekstraordinært landsmøde på Comwell Middelfart. Mødet havde alene til formål at vælge en ny landsformand, hvor 9 af partiets storkredse havde indstillet erhvervsmanden Jeppe Hedaa til posten. Efter at Jeppe Hedaa havde haft lejlighed til at præsentere sig selv, og sine visioner og planer, for de delegerede og de delegerede havde haft lejlighed til at stille spørgsmål eller komme med kommentarer, blev der stemt. Afstemningen sluttede med 71 stemmer for, en blank og en ugyldig. Jeppe Hedaa var dermed valgt som ny landsformand. Han blev ved det ordinære landsmøde i oktober 2023 genvalgt til formand, ligesom det hidtidige principprogram blev erstattet af et kortere værdigrundlag. Ved samme landsmøde blev politisk næstformand Henrik Hjortshøj afløst af Jørgen Bjerregaard.

## Ideologi og mærkesager
Kristendemokraterne i Danmark og i resten af Europa bekender sig til den kristendemokratiske ideologi, der for alvor fik indflydelse efter 2. Verdenskrig. Selve ideologien er bundet op på en række grundprincipper om det kristne livs- og menneskesyn, næstekærlighedstanken, omsorg for andre, og at familien er grundlaget for stat og samfund.
Blandt partiets mærkesager er familiepolitik, miljøpolitik, etiske spørgsmål og nedbringelse af aborttallet.

## Landsformænd
- 1970-1973: Jacob Christensen
- 1973-1979: Jens Møller
- 1979-1990: Flemming Kofod-Svendsen
- 1990-2002: Jann Sjursen
- 2002-2005: Marianne Karlsmose
- 2005-2008: Bodil Kornbek
- 2008-2011: Bjarne Hartung Kirkegaard
- 2011-2012: Per Ørum Jørgensen
- 2012: Egon Jakobsen (fungerende formand)
- 2012-2019: Stig Grenov [21]
- 2019-2022: Isabella Arendt[22][23]
- 2022: Marianne Karlsmose[12]
- 2022-2023: Henrik Hjortshøj og Jesper Housgaard (fælles formandskab til landsmødet 2023)[24]
- 2023- : Jeppe Hedaa[25]

## Medlemmer af Folketinget
Partiet blev i 2021 atter repræsenteret i Folketinget, da Jens Rohde skiftede til partiet, efter en periode som løsgænger; han var oprindeligt valgt ind på sit mandat for Radikale Venstre. Partiet blev derfor repræsenteret med et enkelt mandat i Folketinget. I august 2022 valgte Jens Rohde dog at forlade partiet igen, hvorfor Kristendemokraterne mistede deres repræsentation i Folketinget.
Ved valget 5. juni 2019 var Kristendemokraterne opstillet, men klarede med 1,7 % af stemmerne ikke spærregrænsen. Partiet fik 17.012 stemmer i Vestjyllands Storkreds, hvoraf 10.890 var personlige stemmer på Kristian Andersen, hvilket kun var 191 stemmer fra et kredsmandat i storkredsen hvilket også ville have udløst 2 tillægsmandater i Folketinget.
Partiet har tidligere før 2021-2022 været repræsenteret i Folketinget ad tre omgange. Første gang i knap 21 år mellem 1973 og 1994, hvor partiets mandattal varierede mellem 4 og 9 mandater (de 10 af årene med 4 mandater), anden gang i knap 7 år mellem 1998 og 2005 med 4 mandater, tredje gang i godt 1 år mellem 2010 og 2011 med et enkelt mandat, da Per Ørum Jørgensen forlod de konservative og tilsluttede sig Kristendemokraterne.

## Valgresultater

### Folketingsvalg
Stemmer på Kristeligt Folkeparti og Kristendemokraterne ved folketingsvalg siden 1971:
| Valgår | Stemmer | Procent | Mandater |
| ------ | ------- | ------- | -------- |
| 1971   | 57.072  | 1,9 %   | 0 / 179  |
| 1973   | 123.573 | 4,0 %   | 7 / 179  |
| 1975   | 162.734 | 5,3 %   | 9 / 179  |
| 1977   | 106.082 | 3,4 %   | 6 / 179  |
| 1979   | 82.133  | 2,6 %   | 5 / 179  |
| 1981   | 72.174  | 2,3 %   | 4 / 179  |
| 1984   | 91.623  | 2,7 %   | 5 / 179  |
| 1987   | 79.664  | 2,4 %   | 4 / 179  |
| 1988   | 68.047  | 2,0 %   | 4 / 179  |
| 1990   | 74.174  | 2,3 %   | 4 / 179  |
| 1994   | 61.507  | 1,9 %   | 0 / 179  |
| 1998   | 85.656  | 2,5 %   | 4 / 179  |
| 2001   | 78.793  | 2,3 %   | 4 / 179  |
| 2005   | 58.071  | 1,7 %   | 0 / 179  |
| 2007   | 30.013  | 0,9 %   | 0 / 179  |
| 2011   | 28.061  | 0,8 %   | 0 / 179  |
| 2015   | 29.077  | 0,8 %   | 0 / 179  |
| 2019   | 61.215  | 1,7 %   | 0 / 179  |
| 2022   | 18.276  | 0,5 %   | 0 / 179  |

## Økonomi
I valgåret 2019 havde Kristendemokraterne indtægter på godt 2 mio. kr. og udgifter på 3½ mio. kr. Det fremgik ikke af regnskabet, hvor mange af sidstnævnte blev anvendt til udgifter i forbindelse med folketings- og Europaparlamentsvalgene det år. Af indtægterne kom 700.000 kr. fra medlemskontingenter, 1 mio. kr. var offentlig partistøtte og ½ mio. kr. var bidrag fra organisationer, virksomheder og enkeltpersoner. Partiet modtog et enkelt bidrag på over 20.900 kr. (grænsen for oplysningspligtige beløb), nemlig 100.000 kr. fra en privatperson.